# Großer Preis von Australien 1991
Der Große Preis von Australien 1991 (offiziell Foster's Australian Grand Prix) fand am 3. November auf dem Adelaide Street Circuit in Adelaide statt und war das 16. und letzte Rennen der Formel-1-Weltmeisterschaft 1991.

## Berichte

### Hintergrund
Nachdem Alain Prost sich insbesondere während der zweiten Saisonhälfte mehrfach negativ über die Scuderia Ferrari geäußert hatte, wurde verkündet, dass er in der Saison 1992 zwar weiterhin vertraglich an den italienischen Traditionsrennstall gebunden sein werde, jedoch ohne Rennen zu bestreiten. Das Team war derart verärgert, dass man ihn selbst zum noch ausstehenden Saisonfinale nicht mehr antreten ließ, sondern Gianni Morbidelli als kurzfristigen Ersatzfahrer unter Vertrag nahm. Dessen dadurch frei gewordener Platz bei Minardi wurde von Roberto Moreno eingenommen, der somit innerhalb der Saison 1991 bereits zum dritten Mal für ein anderes Team an den Start ging.
Da Éric Bernard aufgrund seiner zwei Wochen zuvor während des Trainings zum Großen Preis von Japan erlittenen Verletzungen nicht antreten konnte, stimmte Gérard Larrousse zu, den wenige Wochen zuvor aus der Haft entlassenen Bertrand Gachot den Finallauf für sein Team bestreiten zu lassen.
Mit Prost (zweimal), Nelson Piquet, Thierry Boutsen und Gerhard Berger (jeweils einmal) traten vier ehemalige Sieger zu diesem Grand Prix an.

### Training
Die beiden Fahrer des in der Konstrukteurs-Weltmeisterschaftswertung führenden Teams McLaren dominierten das Qualifying. Der bereits als Fahrer-Weltmeister feststehende Ayrton Senna sicherte sich die Pole-Position vor Berger. Die zweite Reihe teilten sich die beiden Williams-Piloten Nigel Mansell und Riccardo Patrese, die hofften, mit einem guten Rennergebnis bei gleichzeitig schlechtem Abschneiden der McLaren-Konkurrenten noch den Konstrukteurs-Titel für ihr Team erringen zu können. Die Benetton-Teamkollegen Piquet und Michael Schumacher bildeten die dritte Startreihe vor den beiden Ferrari von Jean Alesi und Morbidelli.

### Rennen
Der Start wurde wegen starkem Regen, der rund eine Stunde vor der geplanten Startzeit begann, zunächst verschoben. Als er ein wenig nachließ, wurde das Rennen schließlich gestartet und Senna ging vor Berger, Mansell und Schumacher in Führung. In der dritten Runde übernahm Mansell den zweiten Rang von Berger.
Als die beiden Benetton-Piloten in der fünften Runde kollidierten, drehte sich Schumacher und wurde von Alesi, der nicht rechtzeitig ausweichen konnte, gerammt. Boutsen, Satoru Nakajima, Nicola Larini und Pierluigi Martini schieden ebenfalls durch Unfälle aus.
Nachdem sich der Regen bis zur 13. Runde wieder verstärkt hatte, prallte Maurício Gugelmin in die Boxenmauer. Zwei Streckenposten wurden dabei leicht verletzt. Als sich zudem Mansell und Berger aufgrund von Aquaplaning ins Aus gedreht hatten, signalisierte unter anderem Senna der Rennleitung, dass man das Rennen aufgrund der schwierigen Bedingungen abbrechen solle. Dem wurde nach 16 Runden Folge geleistet. Gewertet wurde allerdings der Stand nach 14 Runden. Demnach war Senna der Sieger vor Mansell, Berger, Piquet, Patrese und Morbidelli. Da deutlich weniger als 75 Prozent der geplanten Renndistanz absolviert worden waren, wurde jeweils nur die halbe Punktzahl vergeben.
McLaren gewann die Konstrukteurs-Weltmeisterschaft 1991.
Mit einer Distanz von lediglich rund 53 Kilometern und einer Dauer von weniger als 25 Minuten galt der Große Preis von Australien 1991 lange Zeit als das kürzeste Rennen der Formel-1-Geschichte. Erst der Große Preis von Belgien 2021 konnte diese Marke unterbieten.

## Meldeliste
| Team                              | Nr. | Fahrer             | Chassis            | Motor                    | Reifen |
| --------------------------------- | --- | ------------------ | ------------------ | ------------------------ | ------ |
| Honda Marlboro McLaren            | Nr. | Ayrton Senna       | McLaren MP4/6      | Honda RA121E 3.5 V12     | G      |
| Honda Marlboro McLaren            | 01  | Gerhard Berger     | McLaren MP4/6      | Honda RA121E 3.5 V12     | G      |
| Braun Tyrrell Honda               | 02  | Satoru Nakajima    | Tyrrell 020        | Honda RA101E 3.5 V10     | P      |
| Braun Tyrrell Honda               | 03  | Stefano Modena     | Tyrrell 020        | Honda RA101E 3.5 V10     | P      |
| Canon Williams Team               | 04  | Nigel Mansell      | Williams FW14      | Renault RS3 3.5 V10      | G      |
| Canon Williams Team               | 05  | Riccardo Patrese   | Williams FW14      | Renault RS3 3.5 V10      | G      |
| Motor Racing Developments         | 06  | Martin Brundle     | Brabham BT60Y      | Yamaha OX99 3.5 V12      | P      |
| Motor Racing Developments         | 07  | Mark Blundell      | Brabham BT60Y      | Yamaha OX99 3.5 V12      | P      |
| Footwork Grand Prix International | 08  | Michele Alboreto   | Footwork FA12B     | Ford Cosworth DFR 3.5 V8 | G      |
| Footwork Grand Prix International | 09  | Alex Caffi         | Footwork FA12B     | Ford Cosworth DFR 3.5 V8 | G      |
| Team Lotus                        | 10  | Mika Häkkinen      | Lotus 102B         | Judd EV 3.5 V8           | G      |
| Team Lotus                        | 11  | Johnny Herbert     | Lotus 102B         | Judd EV 3.5 V8           | G      |
| Fondmetal                         | 12  | Gabriele Tarquini  | Fondmetal GR01     | Ford Cosworth DFR 3.5 V8 | G      |
| Leyton House Racing               | 14  | Maurício Gugelmin  | Leyton House CG911 | Ilmor 2175A 3.5 V10      | G      |
| Leyton House Racing               | 16  | Karl Wendlinger    | Leyton House CG911 | Ilmor 2175A 3.5 V10      | G      |
| Camel Benetton Ford               | 19  | Michael Schumacher | Benetton B191      | Ford Cosworth HB5 3.5 V8 | P      |
| Camel Benetton Ford               | 20  | Nelson Piquet      | Benetton B191      | Ford Cosworth HB5 3.5 V8 | P      |
| BMS Scuderia Italia               | 21  | Emanuele Pirro     | Dallara 191        | Judd GV 3.5 V10          | P      |
| BMS Scuderia Italia               | 22  | JJ Lehto           | Dallara 191        | Judd GV 3.5 V10          | P      |
| Minardi Team                      | 23  | Pierluigi Martini  | Minardi M191       | Ferrari 037 3.5 V12      | G      |
| Minardi Team                      | 24  | Roberto Moreno     | Minardi M191       | Ferrari 037 3.5 V12      | G      |
| Ligier Gitanes                    | 25  | Thierry Boutsen    | Ligier JS35B       | Lamborghini 3512 3.5 V12 | G      |
| Ligier Gitanes                    | 26  | Érik Comas         | Ligier JS35B       | Lamborghini 3512 3.5 V12 | G      |
| Scuderia Ferrari SpA              | 27  | Gianni Morbidelli  | Ferrari 643        | Ferrari 037 3.5 V12      | G      |
| Scuderia Ferrari SpA              | 28  | Jean Alesi         | Ferrari 643        | Ferrari 037 3.5 V12      | G      |
| Larrousse F1                      | 29  | Bertrand Gachot    | Lola LC91          | Ford Cosworth DFR 3.5 V8 | G      |
| Larrousse F1                      | 30  | Aguri Suzuki       | Lola LC91          | Ford Cosworth DFR 3.5 V8 | G      |
| Coloni Racing                     | 31  | Naoki Hattori      | Coloni C4          | Ford Cosworth DFR 3.5 V8 | G      |
| Team 7Up Jordan                   | 32  | Alessandro Zanardi | Jordan 191         | Ford Cosworth HB4 3.5 V8 | G      |
| Team 7Up Jordan                   | 33  | Andrea de Cesaris  | Jordan 191         | Ford Cosworth HB4 3.5 V8 | G      |
| Modena Team                       | 34  | Nicola Larini      | Lambo 291          | Lamborghini 3512 3.5 V12 | G      |
| Modena Team                       | 35  | Eric van de Poele  | Lambo 291          | Lamborghini 3512 3.5 V12 | G      |

## Klassifikationen

### Qualifying
| Pos. | Fahrer             | Konstrukteur       | Vorqualifikation | Vorqualifikation  | 1. Qualifikationstraining | 1. Qualifikationstraining | 2. Qualifikationstraining | 2. Qualifikationstraining | Start |
| Pos. | Fahrer             | Konstrukteur       | Zeit             | Ø-Geschwindigkeit | Zeit                      | Ø-Geschwindigkeit         | Zeit                      | Ø-Geschwindigkeit         | Start |
| ---- | ------------------ | ------------------ | ---------------- | ----------------- | ------------------------- | ------------------------- | ------------------------- | ------------------------- | ----- |
| 01   | Ayrton Senna       | McLaren-Honda      | –                | –                 | 1:14,210                  | 183,372 km/h              | 1:14,041                  | 183,790 km/h              | 01    |
| 02   | Gerhard Berger     | McLaren-Honda      | –                | –                 | 1:14,385                  | 182,940 km/h              | 1:15,563                  | 180,088 km/h              | 02    |
| 03   | Nigel Mansell      | Williams-Renault   | –                | –                 | 1:14,822                  | 181,872 km/h              | 1:14,897                  | 181,690 km/h              | 03    |
| 04   | Riccardo Patrese   | Williams-Renault   | –                | –                 | 1:15,633                  | 179,921 km/h              | 1:15,057                  | 181,302 km/h              | 04    |
| 05   | Nelson Piquet      | Benetton-Ford      | –                | –                 | 1:16,552                  | 177,762 km/h              | 1:15,291                  | 180,739 km/h              | 05    |
| 06   | Michael Schumacher | Benetton-Ford      | –                | –                 | 1:15,840                  | 179,430 km/h              | 1:15,508                  | 180,219 km/h              | 06    |
| 07   | Jean Alesi         | Ferrari            | –                | –                 | 1:17,014                  | 176,695 km/h              | 1:15,545                  | 180,131 km/h              | 07    |
| 08   | Gianni Morbidelli  | Ferrari            | –                | –                 | 1:16,203                  | 178,576 km/h              | 1:17,679                  | 175,182 km/h              | 08    |
| 09   | Stefano Modena     | Tyrrell-Honda      | –                | –                 | 1:16,253                  | 178,459 km/h              | –                         | –                         | 09    |
| 10   | Pierluigi Martini  | Minardi-Ferrari    | –                | –                 | 1:17,614                  | 175,329 km/h              | 1:16,359                  | 178,211 km/h              | 10    |
| 11   | JJ Lehto           | Dallara-Judd       | –                | –                 | 1:17,665                  | 175,214 km/h              | 1:16,871                  | 177,024 km/h              | 11    |
| 12   | Andrea de Cesaris  | Jordan-Ford        | –                | –                 | 1:17,073                  | 176,560 km/h              | 1:17,050                  | 176,613 km/h              | 12    |
| 13   | Emanuele Pirro     | Dallara-Judd       | –                | –                 | 1:17,342                  | 175,946 km/h              | 1:18,233                  | 173,942 km/h              | 13    |
| 14   | Maurício Gugelmin  | Leyton House-Ilmor | –                | –                 | 1:17,344                  | 175,941 km/h              | 1:17,431                  | 175,744 km/h              | 14    |
| 15   | Michele Alboreto   | Footwork-Ford      | 1:18,051         | 174,348 km/h      | 1:18,214                  | 173,984 km/h              | 1:17,355                  | 175,916 km/h              | 15    |
| 16   | Alessandro Zanardi | Jordan-Ford        | –                | –                 | 1:17,362                  | 175,900 km/h              | 1:17,723                  | 175,083 km/h              | 16    |
| 17   | Mark Blundell      | Brabham-Yamaha     | 1:18,049         | 174,352 km/h      | 1:17,867                  | 174,760 km/h              | 1:17,365                  | 175,893 km/h              | 17    |
| 18   | Roberto Moreno     | Minardi-Ferrari    | –                | –                 | 1:19,752                  | 170,629 km/h              | 1:17,639                  | 175,273 km/h              | 18    |
| 19   | Nicola Larini      | Lambo-Lamborghini  | –                | –                 | 1:19,076                  | 172,088 km/h              | 1:17,936                  | 174,605 km/h              | 19    |
| 20   | Thierry Boutsen    | Ligier-Lamborghini | –                | –                 | 1:18,992                  | 172,271 km/h              | 1:17,969                  | 174,531 km/h              | 20    |
| 21   | Johnny Herbert     | Lotus-Judd         | –                | –                 | 1:19,177                  | 171,868 km/h              | 1:18,091                  | 174,258 km/h              | 21    |
| 22   | Érik Comas         | Ligier-Lamborghini | –                | –                 | 1:19,678                  | 170,787 km/h              | 1:18,112                  | 174,211 km/h              | 22    |
| 23   | Alex Caffi         | Footwork-Ford      | 1:18,007         | 174,446 km/h      | 1:18,783                  | 172,728 km/h              | 1:18,157                  | 174,111 km/h              | 23    |
| 24   | Satoru Nakajima    | Tyrrell-Honda      | –                | –                 | 1:18,216                  | 173,980 km/h              | 1:18,307                  | 173,778 km/h              | 24    |
| 25   | Mika Häkkinen      | Lotus-Judd         | –                | –                 | 1:19,199                  | 171,820 km/h              | 1:18,271                  | 173,857 km/h              | 25    |
| 26   | Karl Wendlinger    | Leyton House-Ilmor | –                | –                 | 1:18,282                  | 173,833 km/h              | 2:12,369                  | 102,804 km/h              | 26    |
| DNQ  | Aguri Suzuki       | Lola-Ford          | –                | –                 | –                         | –                         | 1:18,393                  | 173,587 km/h              | –     |
| DNQ  | Martin Brundle     | Brabham-Yamaha     | 1:17,707         | 175,119 km/h      | 1:18,887                  | 172,500 km/h              | 1:18,855                  | 172,570 km/h              | –     |
| DNQ  | Eric van de Poele  | Lambo-Lamborghini  | –                | –                 | 1:20,123                  | 169,839 km/h              | 1:19,000                  | 172,253 km/h              | –     |
| DNQ  | Bertrand Gachot    | Lola-Ford          | –                | –                 | 1:20,163                  | 169,754 km/h              | 1:19,274                  | 171,658 km/h              | –     |
| DNPQ | Gabriele Tarquini  | Fondmetal-Ford     | 1:18,184         | 174,051 km/h      | –                         | –                         | –                         | –                         | –     |
| DNPQ | Naoki Hattori      | Coloni-Ford        | 1:22,852         | 164,245 km/h      | –                         | –                         | –                         | –                         | –     |

### Rennen
| Pos. | Fahrer             | Konstrukteur       | Runden | Stopps | Zeit        | Start | Schnellste Runde |
| ---- | ------------------ | ------------------ | ------ | ------ | ----------- | ----- | ---------------- |
| 01   | Ayrton Senna       | McLaren-Honda      | 14     | 0      | 0:24:34,899 | 01    | 1:42,545         |
| 02   | Nigel Mansell      | Williams-Renault   | 14     | 0      | + 1,259     | 03    | 1:42,908         |
| 03   | Gerhard Berger     | McLaren-Honda      | 14     | 0      | + 5,120     | 02    | 1:41,141         |
| 04   | Nelson Piquet      | Benetton-Ford      | 14     | 0      | + 30,103    | 05    | 1:42,545         |
| 05   | Riccardo Patrese   | Williams-Renault   | 14     | 0      | + 50,537    | 04    | 1:45,297         |
| 06   | Gianni Morbidelli  | Ferrari            | 14     | 0      | + 51,069    | 08    | 1:45,599         |
| 07   | Emanuele Pirro     | Dallara-Judd       | 14     | 0      | + 52,361    | 13    | 1:44,933         |
| 08   | Andrea de Cesaris  | Jordan-Ford        | 14     | 0      | + 1:00,431  | 12    | 1:45,264         |
| 09   | Alessandro Zanardi | Jordan-Ford        | 14     | 0      | + 1:15,567  | 16    | 1:43,519         |
| 10   | Stefano Modena     | Tyrrell-Honda      | 14     | 0      | + 1:20,370  | 09    | 1:45,912         |
| 11   | Johnny Herbert     | Lotus-Judd         | 14     | 0      | + 1:22,073  | 21    | 1:46,437         |
| 12   | JJ Lehto           | Dallara-Judd       | 14     | 0      | + 1:38,519  | 11    | 1:48,018         |
| 13   | Michele Alboreto   | Footwork-Ford      | 14     | 0      | + 1:39,303  | 15    | 1:47,030         |
| 14   | Maurício Gugelmin  | Leyton House-Ilmor | 13     | 0      | DNF         | 14    | 1:47,395         |
| 15   | Alex Caffi         | Footwork-Ford      | 13     | 0      | + 1 Runde   | 23    | 1:47,421         |
| 16   | Roberto Moreno     | Minardi-Ferrari    | 13     | 0      | + 1 Runde   | 18    | 1:47,000         |
| 17   | Mark Blundell      | Brabham-Yamaha     | 13     | 0      | + 1 Runde   | 17    | 1:46,821         |
| 18   | Érik Comas         | Ligier-Lamborghini | 13     | 0      | + 1 Runde   | 22    | 1:50,046         |
| 19   | Mika Häkkinen      | Lotus-Judd         | 13     | 0      | + 1 Runde   | 25    | 1:50,949         |
| 20   | Karl Wendlinger    | Leyton House-Ilmor | 12     | 0      | + 2 Runden  | 26    | 1:48,614         |
| –    | Pierluigi Martini  | Minardi-Ferrari    | 8      | 0      | DNF         | 10    | 1:51,274         |
| –    | Michael Schumacher | Benetton-Ford      | 5      | 0      | DNF         | 06    | 1:43,714         |
| –    | Jean Alesi         | Ferrari            | 5      | 0      | DNF         | 07    | 1:45,738         |
| –    | Nicola Larini      | Lambo-Lamborghini  | 5      | 0      | DNF         | 19    | 1:49,640         |
| –    | Thierry Boutsen    | Ligier-Lamborghini | 5      | 0      | DNF         | 20    | 1:52,628         |
| –    | Satoru Nakajima    | Tyrrell-Honda      | 4      | 0      | DNF         | 24    | 1:55,073         |

## WM-Stände nach dem Rennen
Die ersten sechs des Rennens bekamen aufgrund der deutlich verkürzten Renndistanz 5, 3, 2, 1,5, 1 bzw. 0,5 Punkt(e).

### Fahrerwertung
| Pos. | Fahrer             | Konstrukteur                                  | Punkte |
| ---- | ------------------ | --------------------------------------------- | ------ |
| 01   | Ayrton Senna       | McLaren-Honda                                 | 96     |
| 02   | Nigel Mansell      | Williams-Renault                              | 72     |
| 03   | Riccardo Patrese   | Williams-Renault                              | 53     |
| 04   | Gerhard Berger     | McLaren-Honda                                 | 43     |
| 05   | Alain Prost        | Ferrari                                       | 34     |
| 06   | Nelson Piquet      | Benetton-Ford                                 | 26,5   |
| 07   | Jean Alesi         | Ferrari                                       | 17     |
| 08   | Stefano Modena     | Tyrrell-Honda                                 | 10     |
| 09   | Andrea de Cesaris  | Jordan-Ford                                   | 9      |
| 10   | Roberto Moreno     | Benetton-Ford / Jordan-Ford / Minardi-Ferrari | 8      |
| 11   | Pierluigi Martini  | Minardi-Ferrari                               | 6      |
| 12   | JJ Lehto           | Dallara-Judd                                  | 4      |
| 13   | Bertrand Gachot    | Jordan-Ford                                   | 4      |
| 14   | Michael Schumacher | Benetton-Ford / Jordan-Ford                   | 4      |
| 15   | Satoru Nakajima    | Tyrrell-Honda                                 | 2      |
| 16   | Mika Häkkinen      | Lotus-Judd                                    | 2      |
| 17   | Martin Brundle     | Brabham-Yamaha                                | 2      |
| 18   | Emanuele Pirro     | Dallara-Judd                                  | 1      |
| 19   | Mark Blundell      | Brabham-Yamaha                                | 1      |

| Pos. | Fahrer             | Konstrukteur              | Punkte |
| ---- | ------------------ | ------------------------- | ------ |
| 20   | Ivan Capelli       | Leyton House-Ilmor        | 1      |
| 21   | Éric Bernard       | Lola-Ford                 | 1      |
| 22   | Aguri Suzuki       | Lola-Ford                 | 1      |
| 23   | Julian Bailey      | Lotus-Judd                | 1      |
| 24   | Gianni Morbidelli  | Minardi-Ferrari           | 0,5    |
| 25   | Maurício Gugelmin  | Leyton House-Ilmor        | 0      |
| 26   | Thierry Boutsen    | Ligier-Lamborghini        | 0      |
| 27   | Johnny Herbert     | Lotus-Judd                | 0      |
| 28   | Nicola Larini      | Lambo-Lamborghini         | 0      |
| 29   | Érik Comas         | Ligier-Lamborghini        | 0      |
| 30   | Gabriele Tarquini  | AGS-Ford / Fondmetal-Ford | 0      |
| 31   | Alessandro Zanardi | Jordan-Ford               | 0      |
| 32   | Eric van de Poele  | Lambo-Lamborghini         | 0      |
| 33   | Alex Caffi         | Footwork-Ford/-Porsche    | 0      |
| 34   | Olivier Grouillard | Fondmetal-Ford            | 0      |
| 35   | Michele Alboreto   | Footwork-Ford/-Porsche    | 0      |
| 36   | Karl Wendlinger    | Leyton House-Ilmor        | 0      |
| –    | Stefan Johansson   | Footwork-Ford/-Porsche    | 0      |

### Konstrukteurswertung
| Pos. | Konstrukteur     | Punkte |
| ---- | ---------------- | ------ |
| 01   | McLaren-Honda    | 139    |
| 02   | Williams-Renault | 125    |
| 03   | Ferrari          | 55,5   |
| 04   | Benetton-Ford    | 38,5   |
| 05   | Jordan-Ford      | 13     |
| 06   | Tyrrell-Honda    | 12     |
| 07   | Minardi-Ferrari  | 6      |
| 08   | Dallara-Judd     | 5      |
| 09   | Lotus-Judd       | 3      |

| Pos. | Konstrukteur           | Punkte |
| ---- | ---------------------- | ------ |
| 10   | Brabham-Yamaha         | 3      |
| 11   | Lola-Ford              | 2      |
| 12   | Leyton House-Ilmor     | 1      |
| 13   | Ligier-Lamborghini     | 0      |
| 14   | Lambo-Lamborghini      | 0      |
| 15   | AGS-Ford               | 0      |
| 16   | Fondmetal-Ford         | 0      |
| 17   | Footwork-Porsche/-Ford | 0      |